# Valipora mutabilis
Valipora mutabilis is een lintworm (Platyhelminthes; Cestoda). De worm is tweeslachtig. De soort leeft als parasiet in andere dieren.
Het geslacht Valipora, waarin de lintworm wordt geplaatst, wordt tot de familie Gryporhynchidae gerekend. De wetenschappelijke naam van de soort werd voor het eerst geldig gepubliceerd in 1927 door Linton.